# Fiat Cinquecento
A Fiat Cinquecento az olasz Fiat cég által kifejlesztett személygépkocsi-modell volt. A  Polski Fiat 126p utódjaként 1991 és 1998 között a Fiat lengyelországi vállalata gyártotta Tychyben. (Neve 1991 és 1992 folyamán FSM Cinquecento volt.) Egy generációja volt.  3 motorvariációval volt elérhető, ezek 699 cm3, 899 cm³, illetve 1108 cm³-esek volt. Utódja a Fiat Seicento volt.

## Története
A  Polski Fiat 126p utódjaként 1991 és 1998 között a Fiat lengyelországi vállalata gyártotta Tychyben. (Neve 1991 és 1992 folyamán FSM Cinquecento volt.)  699 cm3-es motorral készült.
Karosszériáját az olasz Giorgetto Guigiaro tervezte. Utódja a Fiat Seicento volt.

## Képgaléria

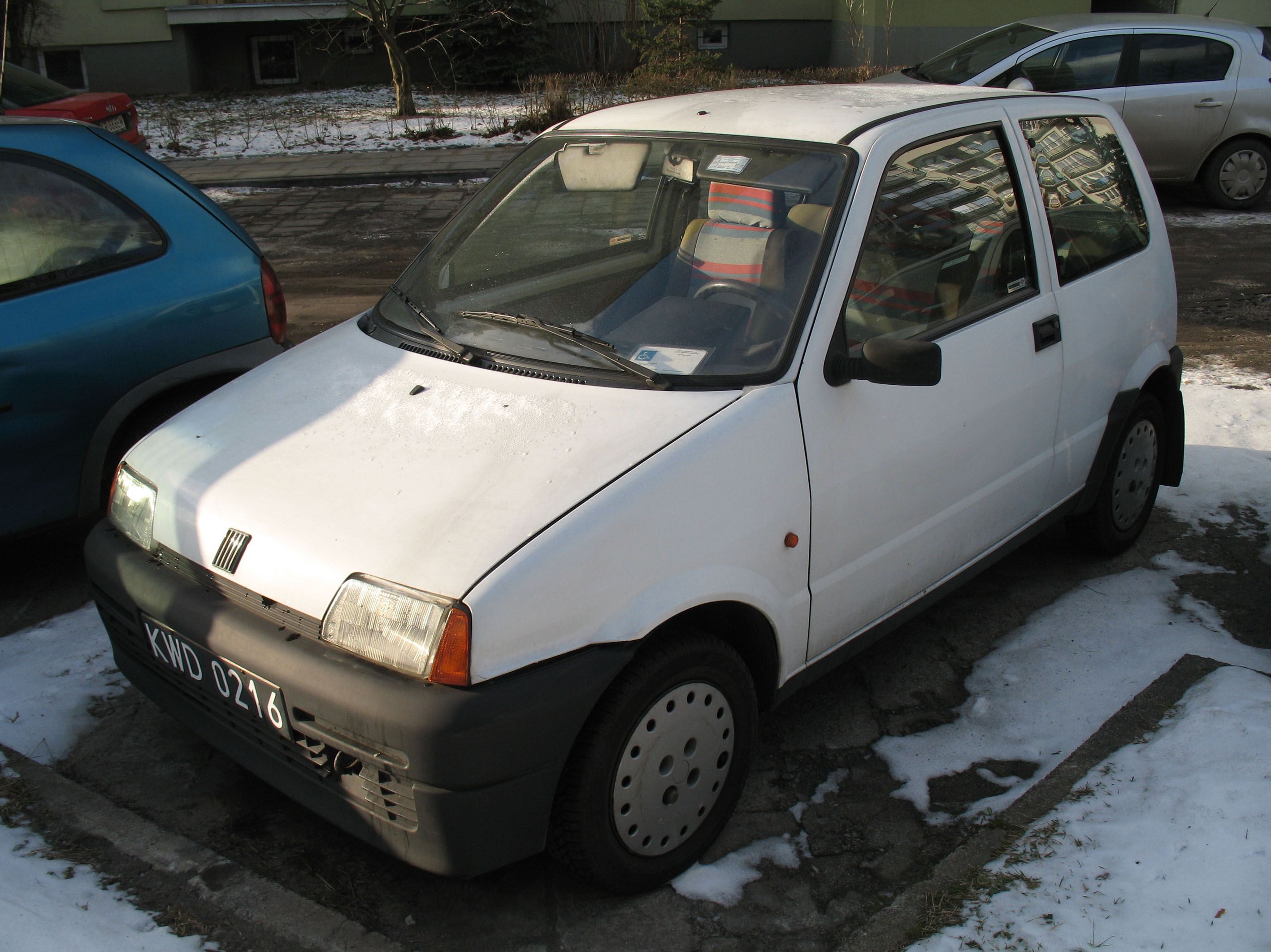
FSM Cinquecento

## Gyártott mennyiségek
1.103.684 egység. 